# Tropidonophis multiscutellatus
Tropidonophis multiscutellatus är en ormart som beskrevs av Brongersma 1948. Tropidonophis multiscutellatus ingår i släktet Tropidonophis och familjen snokar. Inga underarter finns listade i Catalogue of Life.
Denna orm förekommer i lägre områden på Nya Guinea. Den når ibland 1450 meter över havet. Habitatet utgörs av regnskogar och galleriskogar. Individerna är främst aktiva på dagen och de jagar groddjur samt fiskar. Honorlägger 2 till 7 ägg per tillfälle.
För beståndet är inga hot kända. Hela populationen antas vara stor. IUCN listar arten som livskraftig (LC).